# Camel (sigarette)

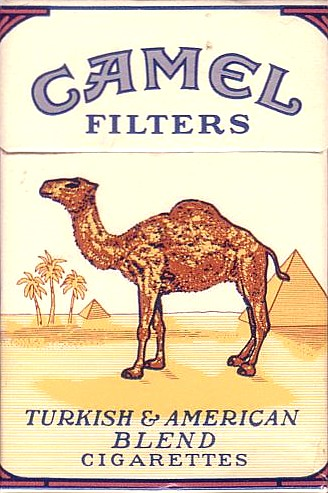
Scatola di Camel Filters

Camel è un marchio di sigarette introdotto dall'azienda statunitense R. J. Reynolds Tobacco Company (RJR) nel 1913. Le sigarette Camel sono composte da una miscela di tabacchi turchi e del Nord America.

## Storia
Le sigarette Camel furono lanciate per la prima volta sul mercato statunitense nel 1913, in un periodo in cui la maggior parte dei fumatori si rollava da sé le proprie sigarette, utilizzando tabacco, filtri e cartine. Questa abitudine dei consumatori americani ostacolava notevolmente le potenzialità del mercato delle sigarette prerollate.
Per questo motivo la "R. J. Reynolds", proprietaria della marca Camel, lavorò tenacemente per sviluppare una nuova sigaretta dal gusto più appetibile rispetto ai classici tabacchi sfusi, e la chiamò Camel in quanto parte del tabacco utilizzato proveniva dalle piantagioni della Turchia. Il lancio del nuovo prodotto fu un vero e proprio successo, e nell'arco del primo anno la Reynolds vendette 425 milioni di pacchetti Camel. 
A sospingere le vendite per tutti gli anni venti e trenta del XX secolo vi fu inoltre un'ottima campagna pubblicitaria, che utilizzava la frase "La Camel sta arrivando" (che ricordava nel consumatore la famosissima ballata scozzese "Campbell sta arrivando"). Un'altra campagna pubblicitaria fu soprannominata "Vecchio Joe", ossia si utilizzava un cammello (preso dai circhi disseminati per gli Stati Uniti) e lo si faceva sfilare per le vie della città regalando ai passanti pacchetti di sigarette Camel. 
Tuttavia, lo slogan che per decenni ha accompagnato il brand Camel è stato: "Sarei disposto a camminare un miglio pur di avere una Camel".
Il pacchetto originale era morbido ed era composto da venti sigarette senza filtro.
Oggi le Camel sono prodotte e commercializzate sul mercato statunitense dalla Reynolds American Inc., nata nel 2004 dalla fusione della R. J. Reynolds Tobacco Company e della Brown & Williamson e sussidiaria della British American Tobacco, e sul mercato fuori degli Stati Uniti dalla "Japan Tobacco International".

## Tipologie

### Activate
Prodotte nel 2008 negli Stati Uniti con il nome Camel Crush, sono uscite nel mercato europeo nel 2011 con il nome di "Activate" o "Option". Presentano le stesse caratteristiche delle Camel Blue ma hanno una capsula nel filtro che, una volta rotta, aggiunge un diverso sapore alla sigaretta, simile a quello del mentolo, sebbene tale prodotto non sia menzionato sui pacchetti. Premendo il filtro e rompendo la piccola sfera contenuta nel filtro, la sigaretta assume il diverso sapore, definito "freshness" (freschezza).
Il pacchetto mostra la capsula a forma di luna piena sul lato sinistro del pacchetto. La pallina fa l'effetto "luna sull'acqua": il pacchetto, "luminoso" intorno alla pallina, diventa sempre più scuro andando a destra. In alto a destra c'è il noto dromedario, questa volta dorato.

### Activate Double
Uscite in Italia nel 2014, presentano le medesime caratteristiche delle Camel Activate ma contengono due capsule, la prima simile a quella delle Camel Activate, la seconda - definita "purple" - presenta un gusto simile ai frutti di bosco, sebbene tale prodotto non sia indicato sulla confezione. È possibile combinare i due gusti premendo entrambe le capsule sul filtro.
Il pacchetto mostra la pallina "freshness" e quella "purple" a forma di luna piena rispettivamente sul lato sinistro del pacchetto per quella blu, e sul lato destro per quella di color porpora.
Da fine 2016 le Activate Double con pallina "purple" non sono più commercializzate in Italia, sostituite dalle Activate Double con pallina blu e pallina verde, quindi gusti mentolo e menta fresca.

### Blue
Pacchetto azzurro, chiamate ufficialmente fino al 2005 Camel Light, si trovano in commercio in pacchetti duri o morbidi da 20 e in versione 100's.

### Black
Pacchetto nero con il logo dell'azienda e la scritta Black di colore argentato. Venduto solo in confezione da 20,sono le più forti della famiglia camel. Sono state introdotte nel 2012.

### Essential
- Essential Filters: pacchetto marrone opaco con il dromedario di dimensioni ridotte in argento, il tabacco non ha aromi aggiunti. Si trovano in commercio in pacchetti duri da 20. Precedentemente note come Camel Natural Flavour, hanno mutato di nome quando sono state aggiunte le altre varianti Blue e White. Sono anche chiamate Camel Essential Marroni o Camel Essential Gialle. Sono le sigarette più forti del gruppo Camel.
- Essential Blue: pacchetto celeste opaco con il dromedario in argento, sono la variante delle Camel Blue ma senza aromi aggiunti.
- Essential White: pacchetto bianco opaco con dromedario argento, sono le più leggere della famiglia Essential. Sono la variante senza aromi aggiunti delle Camel White.

### Filters
Pacchetto giallo sfumato arancio, note anche come Camel Gialle. Si trovano in commercio in pacchetti duri o soft da 20 e le 100's. Come logo è stato usato un dromedario con palme e piramidi nello sfondo.

### Icon
Sono uscite dal commercio nel 1980 per rientrarvi nel 2010. Ce ne sono tre varianti.
- Icon Filters: pacchetto blu notte con dromedario sull'apertura, anch'esso blu notte, con sfondo giallo.
- Icon Blue: pacchetto blu notte con dromedario sull'apertura, anch'esso blu notte, con sfondo azzurro.
- Icon Silver: pacchetto blu notte con dromedario sull'apertura, anch'esso blu notte, con sfondo argento.

### Menthol
Sigarette alla menta, in commercio anche in Italia. Si possono trovare "Filters" e "Light". Come logo appare il dromedario con palme e piramidi verdi.

### Orange
Pacchetto arancio. Si trovano in pacchetti box da 20 sigarette. Poco apprezzate per l'abitudine alle Blue, si trovano a metà strada tra le Filters e le Blue.

### Original
Il pacchetto è giallo con finiture marroni, grafica tradizionale. Senza filtro. Si trovano in commercio in pacchetti morbidi da 20. Il pacchetto risulta piccolo: sono lunghe come una "king size" privata del filtro.

### Silver
Hanno il pacchetto argento sfumato al bianco, note anche come Super Light. Si trovano in pacchetti box da 20 sigarette.

### White
Pacchetto di colore bianco con il logo del dromedario e la scritta White argentati. Questo tipo è venduto esclusivamente in confezione da 20 sigarette. È stato introdotto nel 2012.
Compact
La versione più sottile di diametro. Esistono in versione Filters o Gialle e Blue. Stesse caratteristiche sensoriali delle sorelle Filters e Blue, ma in un formato più compatto.

## Altro

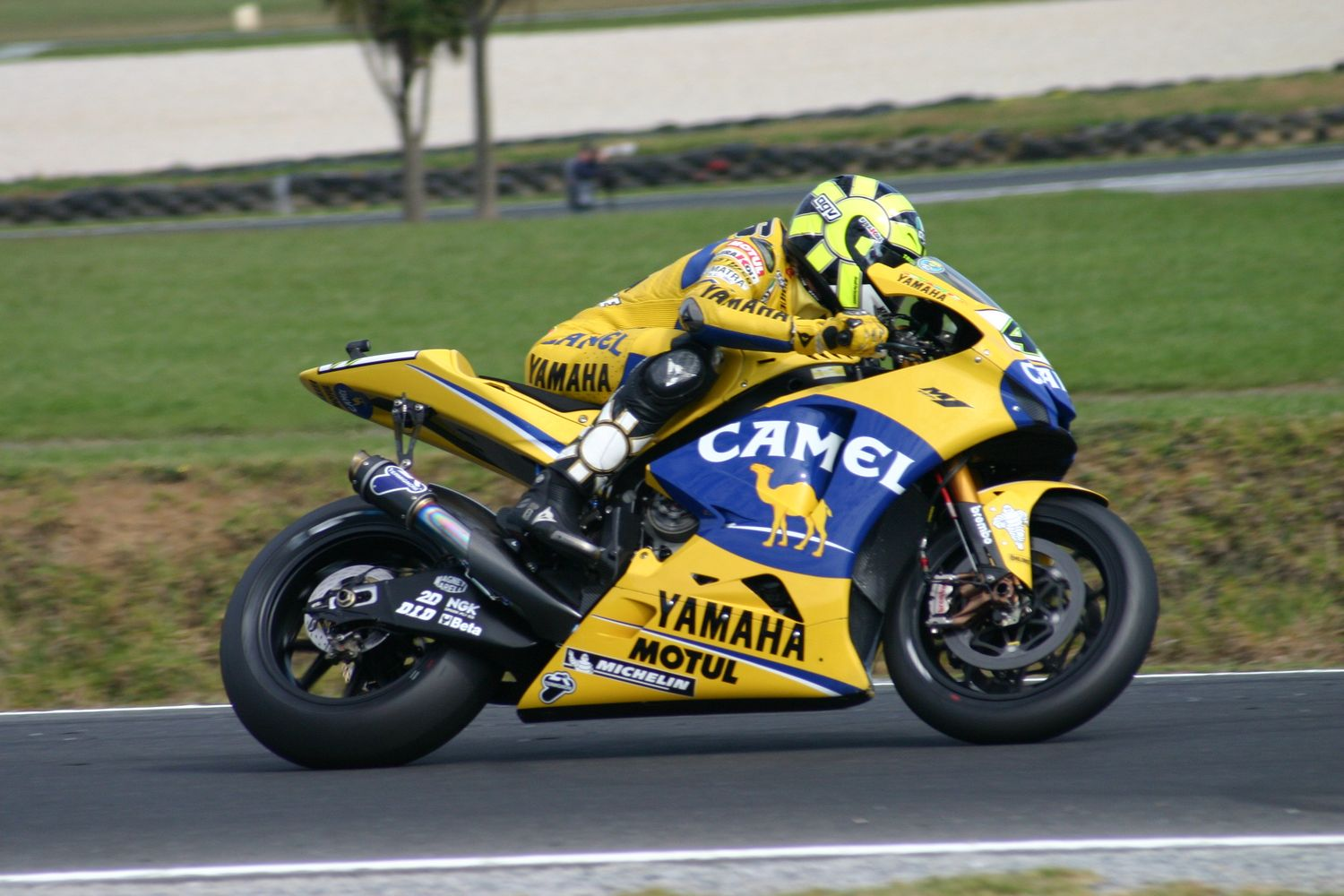
Valentino Rossi alla guida della Yamaha, sponsorizzata dalla Camel.

- L'animale che appare nel logo classico è un dromedario, ricavato a quanto pare ritraendo il dromedario di un circo. Infatti, in inglese, il termine camel è usato per riferirsi sia al Camelus bactrianus con due gobbe sia al Camelus dromedarius che ne ha una sola, entrambe specie dello stesso genere (Camelus) che tuttavia in italiano hanno nomi comuni diversi, rispettivamente "cammello" e "dromedario"
- La Camel ha organizzato e sponsorizzato dal 1980 al 2000 il Camel Trophy.
- La Camel ha sponsorizzato molte scuderie di Formula 1 tra cui Benetton, Lotus, Williams, e squadre motociclistiche come Honda e Yamaha.
- La Camel ha anche sponsorizzato alcune vetture della NASCAR americana.